# Thomas Bourgin
Thomas Bourgin (Saint Etienne, 23 de diciembre de 1987 - San Pedro de Atacama, 11 de enero de 2013) fue un piloto de motocislimo de rallies destacando en la categoría de raid, que competía en el Rally Dakar.

## Biografía
Thomas Bourgin empezó su carrera en 2009 cuando participó en el Rally de Marruecos. Posteriormente tras dos años participó en la Africa Race en la que acabó en cuarta posición. Después participó en el Rally de Túnez, en el que acabó en séptima posición. Por último, en 2013 disputó por primera vez el Rally Dakar de 2013, portando el número 106 y ocupando la sexagésimo novena posición en la general antes de fallecer.

## Fallecimiento
Thomas Bourgin falleció en el Paso de Jama ubicada en la comuna de San Pedro de Atacama (Chile), el 11 de enero de 2013. El francés tenía 25 años de edad y estaba disputando el Rally Dakar 2013, en la que era su primera participación en el evento. Su muerte fue producto de una colisión con una camioneta policial de Chile que iba en sentido contrario, cerca del Paso de Jama, límite entre Chile y Argentina.
Bourgin, de 25 años y que manejaba una KTM, sufrió el accidente a las 8:23 en el kilómetro 237 del enlace de la séptima etapa del Rally Dakar.
La dirección del evento señala en un comunicado oficial:

"El piloto chocó con una camioneta de carabineros que iba en sentido opuesto. Las circunstancias del accidente están siendo investigadas. Los equipos médicos del Rally enviados al lugar del accidente sólo pudieron constatar el fallecimiento del piloto que probablemente murió en el acto".

El piloto disputaba su primer Rally Dakar a bordo de una KTM con el número 106 y ocupando la sexagésimo novena posición en la clasificación general de motos.
Bourgin es el primer corredor que fallece en el Dakar 2013, aunque hubo otros dos fallecimientos el 9 de enero tras un accidente en Perú entre un vehículo de un equipo y un taxi, cuyo conductor y un pasajero murieron y otras 10 personas resultaron heridas.